# Дёмский говор
Дёмский говор — один из говоров южного диалекта башкирского языка.

## Ареал распространения
Дёмский говор распространен на территории Альшеевского, Архангельского, Аургазинского, Белебеевского, Бижбулякского, Давлекановского, Иглинского, Кармаскалинского, Миякинского, Нуримановского, Уфимского и Чишминского районов Республики Башкортостан. Носителями дёмского говора являются башкиры родов мин, кудей и кобау, а также частично — представители канлинцев и каршинцев.

## История изучения и классификация
В 1920—1930-х годах началось планомерное исследование башкирского разговорного языка. В 1930-х — 1950-х годы XX века в башкирском языке выделялись три территориальных диалекта — восточный (северо-восточный, куваканский, северо-западный (западный) и южный (луговой, юрматынский), а также семь наречий (говоров), которые классифицировались по фонетическому признаку ([һ]—[ҫ], [ҫ], [һ], [ҙ], [с], [п]—[т]). Выделение трёх диалектов поддерживал один из основоположников башкирского языкознания — Н. К. Дмитриев. Одной из первых работ в систематическом изучении диалектов и говоров башкирского языка стала монография Т. Г. Баишева «Башкирские диалекты в их отношении к литературному языку», где автор также делит башкирский язык на три территориальных диалекта и по фонетическим признакам — на 7 наречий, по этим классификациям язык минских и кубовских башкир относился к южному диалекту и наречию «ҫ».
Дж. Г. Киекбаев данный говор обозначал как «дёмско-караидельский». С. Ф. Миржанова в труде «Южный диалект башкирского языка» в состав южного диалекта включала три больших говора — ик-сакмарский, средний и дёмский, где они были подробно рассмотрены. Н. X. Ишбулатов в монографии «Башкирский язык и его диалекты» относит язык башкир, которые проживают в бассейнах рек Дёма, Уршак и в нижнем течении реки Караидель (Уфы), а также язык башкир Самарской и Саратовской областей к дёмскому говору южного диалекта. В то же время диалектологи отмечают, что язык башкир бассейна реки Уршак отражает некоторые особенности среднего и ик-сакмарского говоров, и определяют его как отдельный уршакский говор.
Внутри дёмского говора выделяют северо-восточный (кудейский) и юго-западный (язык камеликских и токских башкир) подговоры. Лексика говора подробно рассмотрена в работе У. М. Яруллиной «Лексика дёмского говора».

## Лингвистическая характеристика

### Фонетика
Характерными фонетическими особенностями дёмского говора являются :
- употребление [ҫ] вместо общетюркского [с] и литературного башкирского [һ], [ш] и [ҫ]: диал. [ҫ]ыу — лит. [һ]ыу (вода), диал. туҡ[ҫ]ан — лит. туҡ[һ]ан (девяносто), диал. я[ҫ]ау — лит. я[һ]ау (делать), диал. ба[ҫ]ыу — лит. ба[ҫ]ыу (вода), диал. [ҫ]ыйыҡ — лит. [ш]ыйыҡ (жидкий), диал. [ҫ]ү[ҫ] — лит. [с]ү[с] (волокно), диал. эрем[ҫ]ек — лит. эрем[с]ек (творог) и т. д.
- употребление лабиализованного [а°] в первом слоге: диал. б[а°]бай — лит. б[а]бай (старик) , диал. [а°]птырау — лит. [а]птырау (удивляться), диал. [а°]лам — лит. [а]лам (беру) и т. д.
- переход сочетаний [ей] и [өй] в гласные [и], [ү]: диал. к[и]йәү — лит. к[ей]әү (зять), диал. т[и]йеү — лит. т[өй]өү (толочь), диал. [ү]рәнеү — лит. [өй]рәнеү (изучать) и т. д.
- употребление согласного [ҙ] в начале аффиксов и частиц вместо [л], [н], [д]: диал. ҡала[ҙ]ан — лит. ҡала[н]ан (из города), диал. һәммәҫе [ҙ]ә — лит. һәммәһе [л]ә (все) и др.
- употребление согласного [ҙ] в абсолютном начале и середине слова вместо [з], [т], [д], как в нижнебельско-икском говоре западного диалекта и кизильском говоре восточного диалекта: диал. [ҙ]ыйан — лит. [з]ыян (вред), диал. йа[ҙ]а — лит. я[з]а (наказание), диал. [ҙ]ары — лит. [т]ары (просо), диал. [ҙ]оға — лит. [д]оға (молитва) и др.
- переход согласной [й] в [з] (как и в нижнебельско-икском говоре западного диалекта)[11]: диал. [з]уҡ — лит. [й]уҡ (нет), диал. [з]ил — лит. [й]ел (ветер), диал. [з]ыр — лит. [й]ыр (песня) и др.

Кроме того в северо-восточной (кудейской) зоне говора наблюдается переход согласной [й] в [ж] (как и в айском говоре восточного диалекта): диал. [ж]әй — лит. [й]әй (лето), диал. [ж]ыраҡ — лит. [й]ыраҡ (далеко) и др.

### Морфология
В области морфологии специфику говора составляют:
- вместо восьмивариантной системы аффиксов множественного числа литературного языка (-лар/-ләр, -дар/-дәр, -ҙар/-ҙәр, -тар/-тәр) используется

четырёхвариантная (-лар/-ләр, -нар/-нәр).
- аффиксы принадлежности и свойства выступают в четырёх формах (-лы/-ле, -ны/-не; -лыҡ/-лек, -ныҡ/-нек) вместо в двух, как в литературном языке (-лы/-ле; -лыҡ/-лек).

В говоре наблюдается ряд отличий от литературного языка в употреблении падежных форм, в то же время парадигма склонения имён существительных совпадает в дёмском и нижнебельско-икском говорах.
| Падеж            | Склонение в дёмском говоре | Склонение в дёмском говоре | Склонение в дёмском говоре | Склонение в литературном языке | Склонение в литературном языке | Склонение в литературном языке |
| ---------------- | -------------------------- | -------------------------- | -------------------------- | ------------------------------ | ------------------------------ | ------------------------------ |
| Именительный     | боҙай (пшеница)            | кеше (человек)             | ул (он)                    | бойҙай                         | кеше                           | ул                             |
| Родительный      | боҙайның/боҙайнын          | кешенең/кешенен            | аның                       | бойҙайҙың                      | кешенең                        | уның                           |
| Дательный        | боҙайға                    | кешегә                     | аға                        | бойҙайға                       | кешегә                         | уға                            |
| Винительный      | боҙайны                    | кешене                     | аны                        | бойҙайҙы                       | кешене                         | уны                            |
| Местно-временной | боҙайҙа                    | кешеҙә                     | анда                       | бойҙайҙа                       | кешелә                         | унда                           |
| Исходный         | боҙайҙан                   | кешеҙән                    | анан                       | бойҙайҙан                      | кешенән                        | унан                           |

Вопросительному местоимению нимә (что) литературного языка в дёмском говоре соответствуют формы: ней, нәрҫә, нәҫтә, нейәҫтә, нейәрҫә. Местоимение ҡайҫы (который) имеет вариант с непроизводной основой без притяжательного аффикса — ҡай. Указательных местоимения в говоре также имеют своеобразные формы: диал. мына/менә — лит. бына (вот), диал. бу/бы — лит. был (это), диал. ошо/шошо/шушы — лит. ошо (вот это) и др.
| Спряжение глагола утыр (сидеть) в настоящем и будущем времени | Спряжение глагола утыр (сидеть) в настоящем и будущем времени | Спряжение глагола утыр (сидеть) в настоящем и будущем времени | Спряжение глагола утыр (сидеть) в настоящем и будущем времени | Спряжение глагола утыр (сидеть) в настоящем и будущем времени | Спряжение глагола утыр (сидеть) в настоящем и будущем времени | Спряжение глагола утыр (сидеть) в настоящем и будущем времени | Спряжение глагола утыр (сидеть) в настоящем и будущем времени | Спряжение глагола утыр (сидеть) в настоящем и будущем времени |
| ------------------------------------------------------------- | ------------------------------------------------------------- | ------------------------------------------------------------- | ------------------------------------------------------------- | ------------------------------------------------------------- | ------------------------------------------------------------- | ------------------------------------------------------------- | ------------------------------------------------------------- | ------------------------------------------------------------- |
|                                                               | Настоящее время                                               | Настоящее время                                               | Настоящее время                                               | Настоящее время                                               | Будущее время                                                 | Будущее время                                                 | Будущее время                                                 | Будущее время                                                 |
|                                                               | Единственное число                                            | Единственное число                                            | Множественное число                                           | Множественное число                                           | Единственное число                                            | Единственное число                                            | Множественное число                                           | Множественное число                                           |
| Лицо                                                          | диал.                                                         | лит.                                                          | диал.                                                         | лит.                                                          | диал.                                                         | лит.                                                          |                                                               |                                                               |
| 1-е лицо                                                      | утырамын/утырам                                               | ултырам                                                       | утырабыҙ                                                      | ултырабыҙ                                                     | утырамын/утырымын                                             | ултырырмын                                                    | утыр(а)рбыҙ                                                   | ултырырбыҙ                                                    |
| 2-е лицо                                                      | утыраҫың                                                      | ултыраһың                                                     | утыраҫыҙ/утыраҫығыҙ                                           | ултыраһығыҙ                                                   | утыры(а)рҫың/утырыҫың                                         | ултырырһың                                                    | утырарҫыҙ/утырырҫыҙ                                           | ултырырһығыҙ                                                  |
| 3-е лицо                                                      | утыра                                                         | ултыра                                                        | утыралар                                                      | ултыралар                                                     | утыры(а)р                                                     | ултырыр                                                       | утырырлар/утырарлар                                           | ултырырҙар                                                    |

В давнопрошедшем времени литературной форме -ғайны/-гәйне в говоре соответствует форма на -ғанейе/-ғаныйы/-гәнейе (реже -ғайҙы/-гәйҙе).

### Лексика
Основу словарного запаса дёмского говора составляет общебашкирская лексика, которая бытуют во всех тематических классах. В говоре обнаруживается слой лексики, общей для него и нижнебельско-икского говора северо-западного диалекта. Также общие с дёмским говором диалектизмы есть в караидельском говоре северо-западного диалекта, среднем и ик-сакмарском говорах южного диалекта башкирского языка. Максимальное взаимопроникновение лексики наблюдается в уршакском и дёмском говорах, так как их носителями являются представители башкир племени мин. Некоторые диалектизмы кудейского подговора и объединяют его с говорами восточного диалекта башкирского языка.